# Estalello
Estalello (oficialmente y en asturiano: El Estalello) es una casería perteneciente a la parroquia de Boal, en el concejo de Boal, comarca de Eo-Navia, Principado de Asturias, España.
Cuenta con una población de 7 habitantes (INE, 2013) y se encuentra a unos 450 m de altura sobre el nivel del mar. Situado en las inmediaciones de la parte baja de la capital del concejo, próximo al colegio de enseñanza primaria y al instituto de enseñanza secundaria de la misma, se puede acceder a esta casería tomando la carretera AS-12 en dirección a Navia.